# MacWrite
MacWrite est un logiciel de traitement de texte développé par Apple et apparu en 1984

## Historique
Ce logiciel est apparu avec le premier Macintosh en 1984,. 
Caractérisé par son mode graphique, alors que les autres logiciels de cette catégorie fonctionnaient en mode texte, MacWrite reproduisait à l'écran la mise en page et les polices de caractères tels qu'elles devaient être imprimées, selon le procédé dit WYSIWYG.
Avec le logiciel de dessin MacPaint, MacWrite constituait l'une des killer applications qui ont popularisé le concept d'interface graphique, et en particulier celle du Macintosh.
MacWrite a été développé à l'origine par Randy Wigginton,, un des plus anciens programmeurs d'Apple, assisté par Don Breuner et Ed Ruder. La première version du logiciel ne pouvait gérer que quelques pages de texte, mais elle a imposé plusieurs standards, comme la barre d'icônes pour formater les paragraphes, le menu dédié aux polices et la règle pour définir les marges et les tabulations. Son aspect a inspiré une quantité de développeurs qui ont adopté le même type de présentation dans des produits comme WriteNow (en) ou les premières adaptations de Microsoft Word pour Macintosh.
Fourni d'abord en standard avec les Macintosh, MacWrite est confié à partir de 1987 à la filiale d'Apple Claris, chargée de développer et de commercialiser les applications pour Mac. En 1989, Claris lance MacWrite II, version revue et corrigée du traitement de texte original avec un vérificateur d'orthographe, de nouvelles possibilités d'enrichissement des styles et l'intégration de la technologie XTND de conversion de fichiers. Alors que Word dominait le secteur sur Mac avec environ 60 % de part de marché, cette nouvelle version a permis à MacWrite de regagner du terrain, jusqu'à l'arrivée de Word 4.0 qui replaçait Microsoft en tête.
MacWrite subit une nouvelle évolution en 1992 quand Claris décide de réorganiser sa gamme de logiciels en leur attribuant le qualificatif de « Pro ». L'interface de MacWrite Pro reprend alors, comme les autres produits de la gamme, l'aspect général de FileMaker. Mais le traitement de texte ne soutient pas la comparaison avec Word, qui domine toujours le marché. Le développement est alors abandonné au milieu des années 1990. Le module de traitement de texte d'AppleWorks, qui reprend visuellement l'essentiel de ses fonctions, a en fait été développé par une autre équipe.